# Vụ án mạng Keddie
Vụ án mạng Keddie là một vụ giết người hàng loạt bí ẩn, chưa được giải quyết xảy ra năm 1981 tại Keddie, California, một thị trấn ở vùng nông thôn ở Sierra Nevada, Hoa Kỳ. Các nạn nhân là Glenna Susan "Sue" Sharp (nhũ danh Davis; sinh ngày 29 tháng 3 năm 1945); con trai của bà, John Steven Sharp (sinh ngày 16 tháng 11 năm 1965); con gái Tina Lynn Sharp (sinh ngày 22 tháng 7 năm 1968); và bạn của John, Dana Hall Wingate (sinh ngày 8 tháng 2 năm 1964).
Vụ giết người xảy ra tại Cabin số 28 của Khu nghỉ mát Keddie vào tối muộn ngày 11 tháng 4 năm 1981 hoặc có thể là sáng sớm hôm sau, và thi thể của Sue, John và Dana được tìm thấy vào sáng ngày 12 tháng 4 bởi đứa con gái 14 tuổi của Sue tên là Sheila. Hai đứa con trai nhỏ của Sue, Rick và Greg, cũng như bạn của họ Justin Smartt, cũng có mặt ở trong nhà vào thời điểm xảy ra vụ án mạng, nhưng họ may mắn không hề hấn gì. Tina thì mất tích khỏi hiện trường.
Tina vẫn bặt vô âm tín cho đến tháng 4 năm 1984, khi hộp sọ cùng vài mảnh xương khác của cô được tìm thấy phục hồi tại Trại Eighteen, California, gần Thác Feather ở Hạt Butte. Nhiều manh mối và nghi phạm đã được kiểm tra trong những năm qua, nhưng không có kẻ nào bị kết tội. Các cảnh sát trưởng sau đó tại Hạt Plumas sẽ tuyên bố rằng cuộc điều tra ban đầu quá thiếu tổ chức dẫn đến việc bỏ qua hàng loạt các bằng chứng quan trọng. Một số manh mối mới bắt đầu được công bố trong thế kỷ 21, bao gồm việc phát hiện ra một cái búa trong ao vào năm 2016, cũng như các thông báo liên quan đến việc phát hiện bằng chứng DNA mới.
Vụ giết người Keddie đã nhận được sự chú ý của truyền thông quốc gia, bao gồm cả tin tức trên tạp chí People, loạt phim tài liệu của đài Investigation Discovery, series Unsolved của Buzzfeed và một bộ phim tài liệu độc lập năm 2008 có tựa đề Cabin 28. Sự quan tâm của công chúng đối với vụ án đã được khơi dậy một phần bởi việc phát hành bộ phim kinh dị năm 2008 The Strangers, mà nhiều blogger trên Internet giả thuyết là được lấy cảm hứng từ vụ giết người Keddie; mặc dù có nhiều điểm tương đồng, bộ phim không đưa ra tuyên bố nào dựa trên các tội ác.

## Mốc thời gian

### Bối cảnh
Mùa thu năm 1980, Glenna Susan "Sue" Sharp (nhũ danh Davis; sinh ngày 29 tháng 3 năm 1945 tại Springfield, Massachusetts), cùng với năm đứa con của mình, rời nhà ở Connecticut sau khi ly thân với chồng, James Sharp. Cô chuyển đến miền bắc California, nơi anh trai Don của cô đang cư trú vào thời điểm đó. Khi đến California, cô thuê Cabin số 28 tại khu resort Keddie thuộc cộng đồng Keddie ở vùng nông thôn Sierra Nevada. Cô sinh sống tại đó, cùng với đứa con trai 15 tuổi của mình, John (sinh ngày 16 tháng 11 năm 1965);  đứa con gái 14 tuổi Sheila; đứa con gái 12 tuổi Tina (sinh ngày 22 tháng 7 năm 1968) và hai đứa con trai nhỏ hơn, Rick (10 tuổi) và Greg (5 tuổi).
Khoảng 1 giờ 30 phút chiều ngày 11 tháng 4 năm 1981, Sue và Sheila lái xe đến đón John và bạn anh ta, Dana Hall Wingate (sinh ngày 8 tháng 2 năm 1964) ở Công viên Gansner, Quincy, California rồi đưa họ về Keddie, cách đỏ chỉ khoảng 5 dặm (8,0 km). Khoảng 3 giờ 30 phút chiều, John và Dana quá giang trở lại Quincy vì họ còn có kế hoạch thăm viếng bạn bè. Trong khoảng thời gian này, hai người được nhìn thấy ở khu vực trung tâm thành phố. Một phụ nữ địa phương tên Donna Williams tuyên bố rằng cô đã cho họ lên xe ở trước một cửa hàng lốp xe, sau đó chở họ đến nhà của một người bạn khác. Hai người sau đó được nhìn thấy đang tham dự một bữa tiệc tại Oakland Camp ở Quincy.
Tối hôm đó, Sheila lên kế hoạch qua đêm với gia đình Seabolt, những người sống trong cabin phía bên cạnh. Trong khi đó, Sue vẫn ở nhà với Rick, Greg và người bạn của đám trẻ, Justin Smartt. Sheila rời nhà ngay sau 8 giờ tối, để lại mẹ cô một mình với những đứa em nhỏ hơn. Tina lúc bấy giờ đang xem tivi tại nhà Seabolts. Cô trở về Cabin số 28 vào khoảng 9 giờ 30 phút tối sau khi Sheila đến nhà của Seabolts.

### Vụ giết người
Khoảng 7 giờ sáng ngày 12 tháng 4, Sheila trở về nhà (Cabin số 28) và phát hiện ra xác chết của mẹ cô Sue, cùng anh trai John và bạn của John, Dana trong phòng khách của cabin. Cả ba đều bị trói bằng băng dính và dây điện. Tina thì không thấy đâu, trong khi ba đứa em cô, Rick, Greg và Justin thì bình an vô sự trong phòng ngủ liền kề. Các báo cáo ban đầu cho rằng ba đứa nhóc đã ngủ say trong suốt vụ việc, tuy nhiên, điều này sau đó hoàn toàn mâu thuẫn. Khi phát hiện ra cảnh tượng đẫm máu, Sheila vội vã quay trở lại cabin của Seabolts. Sau đó, cô cùng James Seabolt quay trở lại và phát hiện ra Rick, Greg và Justin qua cửa sổ phòng ngủ của chúng. Ông thừa nhận vì quá vội vàng để vào cabin qua cửa sau để xem có ai còn sống hay không, nên có khả năng các dấu vết đã phần nào bị biến dạng vì lý do này.
Hiện trường nơi Sue, John và Dana bị giết có đặc điểm sau: có hai con dao dính máu và một cây búa. Một trong những con dao (sau này cảnh sát xác định đó là con dao dùng để cắt bít tết và được sử dụng trong vụ giết người) đã bị bẻ cong một nửa do lực cực mạnh. Dấu vết của máu để lại tại hiện trường cho thấy vụ giết người hoàn toàn diễn ra trong phòng khách.
Sue chết trong tư thế nằm nghiêng bên cạnh ghế sofa ở phòng khách, trần truồng từ thắt lưng trở xuống và bị bịt miệng bằng một chiếc khăn rằn màu xanh cùng chiếc quần lót của cô. Chúng được dán chặt bằng băng keo. Ngực Sue có một vết đâm, cổ họng bị rạch một đường dài, còn một bên đầu thì có dấu vết của một khẩu súng Daisy 880 BB do lực tác động vào. Cổ họng của John cũng bị rạch, trong khi Dana chết do đa chấn thương ở vùng đầu và bị siết cổ bằng tay. Cả ba đều có dấu vết chấn thương cùn ở đầu do búa gây ra. Khám nghiệm tử thi kết luận rằng cả ba chết do dao và chấn thương cùn.

### Điều tra ban đầu
Sheila và gia đình Seabolt (gia đình mà Sheila đã qua đêm trong cabin bên cạnh) tuyệt nhiên không nghe thấy bất kỳ tiếng động nào trong đêm. Một cặp vợ chồng sống gần đó đã bị đánh thức vào khoảng 1 giờ 30 sáng bởi những âm thanh như tiếng thét bị bóp nghẹt, nhưng không biết từ đâu. Áo khoác, giày và hộp đựng giày của Tina chứa nhiều dụng cụ khác nhau đều biến mất. Không có dấu hiệu bị đột nhập. Có một dấu vân tay không xác định được tìm thấy trên tay vịn của cầu thang dẫn đến cửa sau cabin. Chiếc điện thoại bàn của cabin cũng đã rời khỏi móc. Đèn tắt và rèm được đóng lại.
Các nghi phạm được triệu tập bao gồm một người đàn ông rời khỏi Keddie ngay sau khi vụ giết người diễn ra. Ông sau đó được tìm thấy ở Oregon. Sau bài kiểm tra nói dối, nghi phạm được loại khỏi danh sách tình nghi. Một trong những người hàng xóm của gia đình nạn nhân, Marilyn Smartt (mẹ của Justin), sau đó tuyên bố rằng cô đã tìm thấy một chiếc áo khoác đẫm máu của Tina trong tầng hầm của mình và đã chuyển nó cho cảnh sát, mặc dù không có hồ sơ chính thức nào về việc này. Chồng cô, Martin Smartt, cũng cho biết rằng một chiếc búa đã mất tích một cách khó hiểu khỏi nhà ông. Cảnh sát trưởng hạt Plumas, Doug Thomas, người chủ trì vụ án, sau đó tuyên bố rằng Martin đã cung cấp "vô vàn các manh mối bất tận" nhằm "ném sự nghi ngờ ra khỏi anh ta". Ngoài việc phỏng vấn Smartts, các thám tử còn phỏng vấn nhiều cư dân địa phương cùng hàng xóm khác. Theo các thành viên của gia đình Seabolt, họ nhớ lại đã thấy một chiếc xe tải màu xanh lá cây không rõ của ai đậu tại cabin của nạn nhân vào khoảng 9 giờ tối. Những người khác thì khẳng định họ thấy một chiếc Datsun màu nâu đậu quanh khu vực tối hôm đó và dường như chiếc xe có một chiếc lốp bị xẹp.

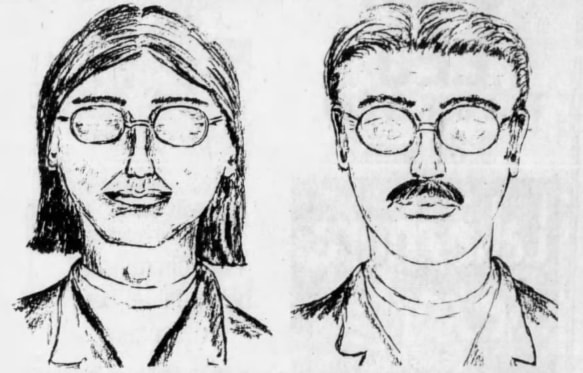
Bản phác thảo tổng hợp ban đầu của hai nghi phạm dựa trên lời khai từ Justin, người tuyên bố đã chứng kiến vụ việc

Justin, cậu bạn của những đứa trẻ nhà Sharps đã đưa ra nhiều câu chuyện mâu thuẫn vào đêm xảy ra vụ án mạng, bao gồm cả việc cậu mơ thấy chi tiết về vụ giết người, mặc dù sau đó cậu tuyên bố là mình thực sự đã chứng kiến chúng. Trong lời khai sau này của mình về các sự kiện, được kể theo hình thức thôi miên, Justin cho biết cậu nghe thấy có âm thanh phát ra từ phòng khách khi đang xem tivi trong phòng ngủ với Rick và Greg. Khi điều tra những âm thanh này, cậu thấy Sue cùng hai người đàn ông: một người có ria mép và tóc ngắn, người kia cạo râu. để tóc dài. Cả hai đều đeo kính. Theo Justin, John và Dana sau đó vào nhà và bắt đầu tranh cãi gay gắt với những người đàn ông. Một cuộc đánh lộn xảy ra sau đó. Tina từ đâu bước vào nhà và được một trong những người đàn ông đưa ra khỏi cửa sau cabin.
Dựa trên mô tả của Justin, bản phác thảo tổng hợp của hai người đàn ông vô danh được tạo ra bởi nghệ sĩ pháp y Harlan Embry. Trong các thông cáo báo chí đi kèm với bản phác thảo, các nghi phạm được mô tả là khoảng 29 đến hơn 30 tuổi, một người cao 5 foot 11 inch (1,80 m) đến 6 foot 2 inch (1,88 m), có mái tóc vàng sẫm, còn người kia cao 5 foot 6 inch (1,68 m) đến 5 foot 10 inch (1,78 m), có mái tóc màu đen, nhờn bóng. Cả hai đều đeo kính râm viền vàng.
Nhiều tin đồn xoay quanh vụ việc cho rằng chúng có liên hệ với một hình thức tà giáo, nghi lễ hoặc các hoạt động buôn bán ma túy nào đó. Tuy nhiên, Cảnh sát trưởng Doug Thomas đã bác bỏ lập luận này, Ông tuyên bố không tìm thấy bất cứ dụng cụ ma túy bất hợp pháp trong nhà. Carla McMullen, một người quen của gia đình, trình bày các thám tử rằng Dana Wingate gần đây đã đánh cắp một lượng LSD không xác định từ những kẻ buôn bán ma túy địa phương, mặc dù cô không thể chứng minh được lời khai ấy. Với khoảng 4.000 giờ tập trung xử lý vụ việc, Thomas đã phải thốt lên nó gây ra sự "bực bội". Đến tháng 12 năm 1983, các thám tử đã loại trừ hai kẻ giết người hàng loạt Henry Lee Lucas và Ottis Toole khỏi danh sách nghi phạm tiềm năng. Từ đó đến nay, vụ việc vẫn chưa được làm sáng tỏ.

### Phát hiện hài cốt của Tina Sharp
Bởi vì Tina được cho là đã bị bắt cóc từ hiện trường vụ án, Cục Điều tra Liên bang (FBI) lập tức tiến hành cuộc điều tra về sự mất tích của cô. Đến ngày 29 tháng 4 năm 1981, FBI dường như đã "lùi lại phía sau" trong cuộc tìm kiếm vì Bộ Tư pháp có vẻ như đang làm một "công việc thích hợp". Điều này "làm cho sự hiện diện của FBI là không cần thiết". Một cuộc tìm kiếm xung quanh khu vực bao gồm 5 dặm (8,0 km) xung quanh cabin được tiến hành với cảnh khuyển, nhưng mọi nỗ lực đều chìm vào bế tắc.
Vào ngày 22 tháng 4 năm 1984, 3 năm và 11 ngày sau vụ giết người và vụ mất tích của Tina, một nhà sưu tầm chai lọ đã phát hiện ra một phần của hộp sọ người và một phần xương hàm dưới ở Camp Eighteen, gần Thác Feather ở quận Butte, khu vực lân cận, cách Keddie khoảng 100 dặm (160 km). Ngay sau thông báo trên, Văn phòng Cảnh sát trưởng Hạt Butte đã nhận được một cuộc gọi nặc danh xác định hài cốt là của Tina, nhưng cuộc gọi không được lưu vào hồ sơ vụ án. Một bản ghi âm của cuộc gọi này đã được tìm thấy ở dưới cùng của chiếc hộp chứa bằng chứng sau năm 2013 bởi một phó cảnh sát được phân công phụ trách vụ án. Hài cốt được xác nhận bởi một nhà nghiên cứu pháp y là của Tina Sharp vào tháng 6 năm 1984. Tại nơi chứa hài cốt, các điều tra viên cũng phát hiện ra một chiếc áo khoác nylon màu xanh, một chiếc chăn, một chiếc quần jean Levi Strauss bị thiếu túi sau, và một cuộn băng y tế trống rỗng.

### Những bước tiến mới
Năm 1996, Robert Joseph Silveria, Jr. được xem là nghi can tiềm năng trong việc gây ra vụ giết người. Chiếc cabin nơi vụ giết người xảy ra đã bị phá hủy vào năm 2004. Trong một bộ phim tài liệu về vụ án mạng ra mắt năm 2008, Marilyn Smartt tuyên bố rằng cô nghi ngờ chồng mình Martin và người bạn John "Bo" Boubede (đôi khi được báo cáo là "John Boudee") chịu trách nhiệm về vụ sát hại bốn người Sue, John, Dana và Tina. Marilyn tuyên bố rằng vào buổi tối hôm xảy ra vụ án, cô để Martin và Boubede lại tại một quán bar địa phương vào khoảng 11 giờ tối hôm đó rồi về nhà đi ngủ. Khoảng 2 giờ sáng ngày 12 tháng 4, cô thức dậy và phát hiện hai người đang đốt một món đồ gì đó bên trong bếp củi. Ngoài ra, cô còn cho rằng Martin "ghét Johnny Sharp một cách mãnh liệt". Tuy nhiên, trong bộ phim tài liệu năm 2008, Cảnh sát trưởng Doug Thomas nói rằng ông là người trực tiếp phỏng vấn Martin, và Martin đã vượt qua bài kiểm tra với máy nói dối. Martin Smartt chết vì ung thư ở Portland, Oregon vào tháng 6 năm 2000. Còn John Boubede, người được cho là có quan hệ với băng đảng tội phạm có tổ chức ở Chicago, đã chết tại đó vào năm 1988.

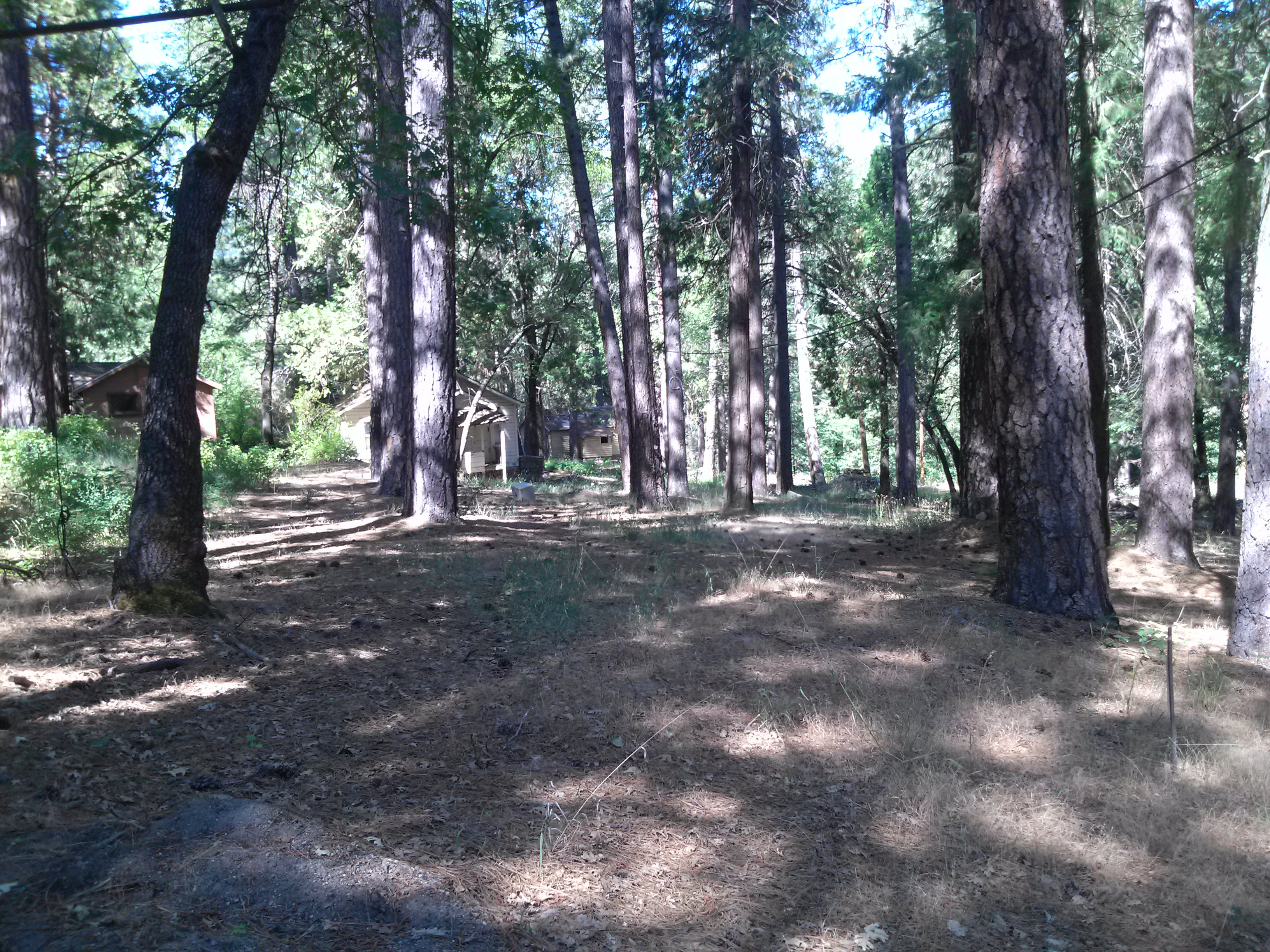
Khu vực nơi từng đặt Cabin số 28 (cũ) vào tháng 7 năm 2012

Vào ngày 24 tháng 3 năm 2016, một cây búa phù hợp với mô tả về cây búa mà Martin tuyên bố mất tích được phát hiện trong một cái ao trong khu vực và được đưa ra làm bằng chứng bởi Điều tra viên đặc biệt của Hạt Plumas, Mike Gamberg. Cảnh sát trưởng hạt Plumas, Hagwood, 16 tuổi vào thời điểm xảy ra vụ án mạng và biết rõ gia đình Sharp, nói: "địa điểm nơi nó được tìm thấy... Nó đã được cố ý đặt ở đó. Nó không vô tình bị đặt nhầm chỗ". Gamberg cũng tuyên bố rằng tại thời điểm đó, sáu nghi phạm tiềm năng đang được điều tra. Trong một bài viết năm 2016 do The Sacramento Bee xuất bản, có đề cập tới chi tiết về việc phát hiện ra chiếc búa. Cũng theo xuất bản phẩm này, ngay sau vụ giết người, Martin đã rời Keddie và lái xe đến Reno, Nevada. Tại đó, ông gửi một lá thư cho vợ mình, Marilyn ngẫm nghĩ về những cuộc đấu tranh cá nhân trong cuộc hôn nhân của họ, đồng thời kết luận rằng: "Tôi đã trả giá cho tình yêu với cô và giờ tôi đã mua nó bằng mạng sống của bốn người". Trong một cuộc phỏng vấn năm 2016, Gamberg tuyên bố rằng bức thư đã bị "bỏ qua" trong cuộc điều tra ban đầu và không bao giờ được chấp nhận làm bằng chứng. Ông chỉ trích công tác điều tra ban đầu, cho rằng: "Bạn có thể đưa gã nào đó vừa tốt nghiệp ra [để điều tra] và chắc chắn anh ta sẽ hoàn thành công việc tốt hơn". Một người mà Martin thường xuyên đến thăm cũng thừa nhận anh ta đã giết Sue và Tina, nhưng lại tuyên bố "tôi không có liên quan gì đến [các chàng trai]" (ám chỉ những đứa con trai của Sue). Anh ta cũng nói rằng mình giết Tina với mục đích ngăn cô ta nhận dạng anh ta, vì cô ta đã "chứng kiến toàn bộ sự việc".
Vào tháng 4 năm 2018, Gamberg tuyên bố rằng bằng chứng DNA được phục hồi từ một đoạn băng tại hiện trường vụ án cho thấy kết quả trùng khớp với một nghi phạm từng được biết đến.

## Trong truyền thông đại chúng
Bộ phim kinh dị The Strangers năm 2008, kể về cuộc phục kích của ba kẻ tấn công đeo mặt nạ vào nhà một cặp vợ chồng ở một vùng nông thôn bởi đã mang lại sự thích thú cho những người yêu thích vụ án do các blogger trên Internet đưa ra so sánh giữa các sự kiện được mô tả trong phim và vụ giết người Keddie. Tuy nhiên, bộ phim không đưa ra tuyên bố nào về các sự kiện và chỉ được diễn giải một cách mơ hồ là "lấy cảm hứng từ các sự kiện có thật". Cùng năm đó, một bộ phim độc lập ghi lại những vụ giết người, có tựa đề Cabin 28, được phát hành. Vụ án cũng được đề cập trong một tập của một chương trình mang tên Buzzfeed Unsolve.